# Intifada
Intifada (ali prva intifada ali prva palestinska intifada) je bila palestinska vstaja proti izraelski okupaciji palestinskega ozemlja, ki je trajala od decembra 1987 do konference v Madridu leta 1991  Vstaja se je začela 9. decembra, v begunskem taborišču Jaballa po vrsti stopnjevanja ukrepov in smrti. Na Palestinski in izraelski strani je med državljani napetost dosegla vrelišče, ko se je izraelska vojska s tovornjakom zaletela v avto in pri tem ubila štiri Palestince. Govorice, da je bila nesreča namerno dejanje so se hitro razširile po vsej Gazi, Zahodnem bregu in po vzhodnem Jeruzalemu. V odgovor so Palestinci izvedli splošno stavko, bojkot izraelskih civilnih upravnih institucij v Gazi in na Zahodnem bregu, državljansko nepokorščino in gospodarski bojkot, ki se je izražal v zavračanju izraelskih proizvodov, zavrnitev plačila davkov, zavrnitev vožnje palestinskih avtomobilov z izraelskimi registrskimi oznakami, grafitih in barikadah. Poleg bojkota so metali kamenje in molotovke na izraelsko vojsko in njeno infrastrukturo znotraj palestinskih ozemelj. Izrael je napotil 80.000 vojakov, da bi zatrli vstajo. V prvih dveh letih je, po navedvah Save the Children, približno 7 % vseh Palestincev, mlajših od 18 let, utrpelo poškodbe od streljanja in pretepanja. Sprejeli so politiko "zlom kosti Palestincev" ki je pomenila uporabo pravih nabojev proti civilistom in uporabo solzivca.
Sledila je druga intifada, ki je potekala od septembra 2000 do 2005.